# Sainte-Colombe (Doubs)
Sainte-Colombe é uma comuna francesa na região administrativa de Borgonha-Franco-Condado, no departamento de Doubs. Estende-se por uma área de 10,49 km². Em 2010 a comuna tinha 424 habitantes (densidade: 40,4 hab./km²).